# 라디오 극장
라디오 극장은 KBS 한민족방송(AM 972, 6015, 1170㎑)에서 방송되는 라디오 드라마이다.
생방송은 평일 새벽 2시부터 새벽 2시 20분까지, 재방송은 평일 오후 5시부터 오후 5시 20분까지, 그리고 KBS 3라디오(수도권 FM 104.9㎒, AM 1134㎑) 본방송은 평일 아침 7시 20분부터 아침 7시 40분까지, 재방송은 평일 오전 11시 20분부터 오전 11시 40분까지이다.